# Conus nicobaricus
Conus nicobaricus é uma espécie de gastrópode do gênero Conus, pertencente à família Conidae.